# Screen Capital
Screen Capital es una compañía chilena de inversión de contenido audiovisual y entretenimiento, fundada por Tatiana Emden y Joyce Zylberberg en el 2018.

## Historia
Screen Capital es una compañía fundada el 2018, que  invierte en etapas tempranas de proyectos y en empresas relacionadas con la industria audiovisual y al entretenimiento.
El 2020 lanzó el primer fondo privado Screen One, que asciende a USD$20 millones aprox., invirtiendo en películas y series con audiencias globales para plataformas streaming, TV y cines, como la película Memory de Michel Franco, In The Hand of Dante de Julian Schnabel, Maquíllame otra vez, así como las series, AMIA y I Loved a Rose, entre otros proyectos en desarrollo.
El 2023 lanzó el segundo fondo privado, Screen II orientado a empresas del mundo del entretenimiento lo que incluye industrias como videojuegos, e-sports, realidad aumentada, licenciamiento de propiedad intelectual en general, entre otros. 
Dentro de su modelo asociativo, en ambos fondos, junto al capital privado, cuentan con la participación de líneas Corfo (Gobierno de Chile) orientadas a incentivar el Capital de Riesgo en Chile.

## Obras
- Maquíllame otra vez, estrenada en Netflix en América Latina
- Memoria, estrenada en el Festival Internacional de Cine de Venecia el 2023
- AMIA, en post producción
- In The Hand of Dante, en post producción
- I Loved a Rose, en desarrollo